# Kadour Ziani
Pour les articles homonymes, voir Ziani.
Kadour Ziani (né vers 1974 à Saint-Dizier), surnommé « Zianimal », est un basketteur franco-algérien, pionnier des concours de dunks dans le pays.

## Biographie

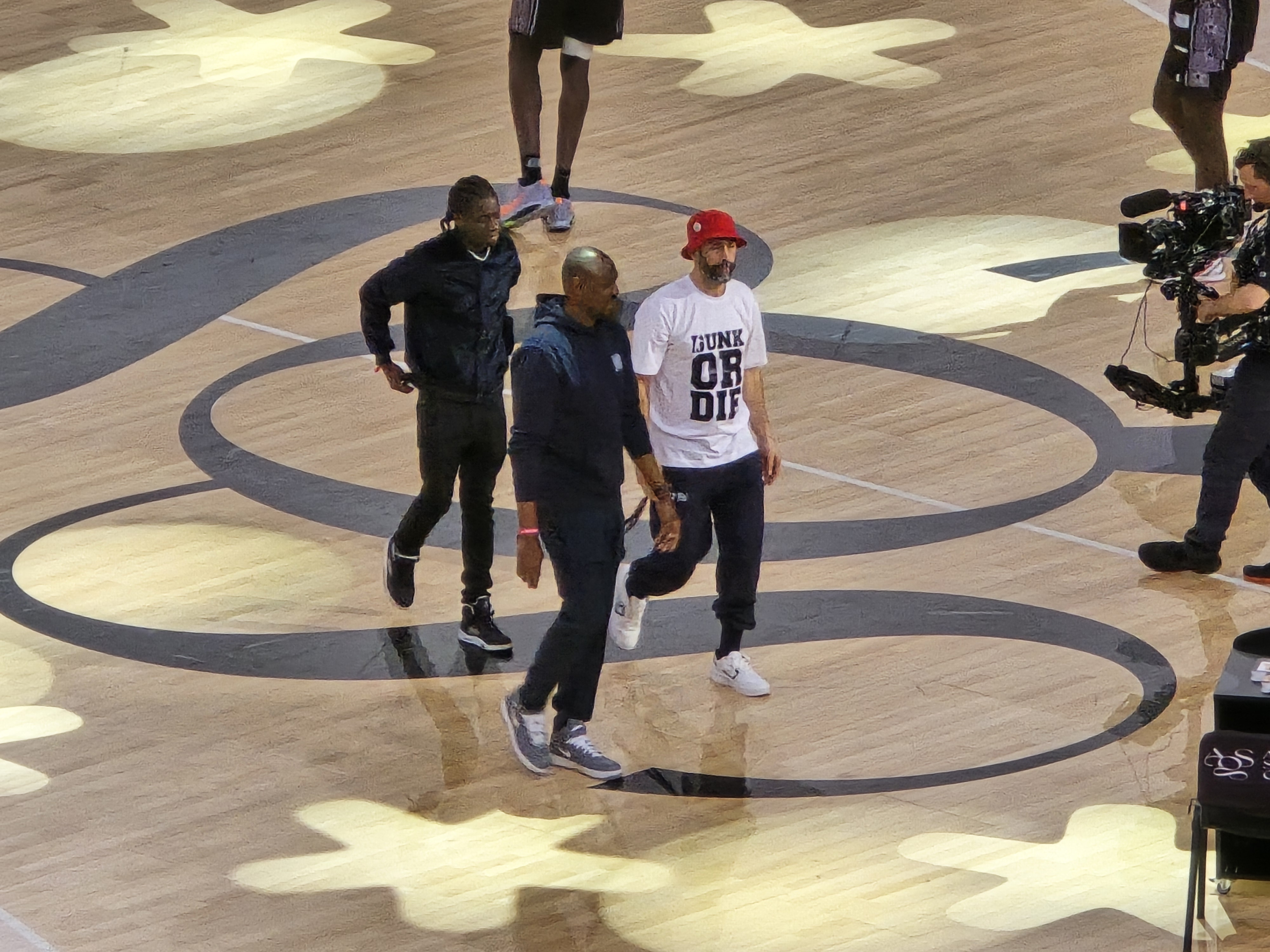
Kadour Ziani aux côtés d'Alain Digbeu et de Salif Gueye lors du All-Star Game LNB 2024.

Décrit comme « surdoué en sport », malgré sa taille modeste (1,78 m), il se passionne pour le basket-ball. Il devient une figure montante du streetball dans le pays, notamment après une performance — un dunk depuis la ligne des lancers francs — lors d'une soirée spéciale basket-ball au Le Zénith Paris – La Villette en 1994 et une autre à Orchies. Jérémy Medjana, ex-basketteur et futur agent de joueurs, créé la Slam Nation — un collectif de dunkeurs et une sorte de Globetrotters de Harlem français — que Ziani intègre aux côtés d'Abdoul Bamba, Salomon Sami, Nasser Soule, Gilles Trilly ou encore Michael Hariri. A la fin des années 2000, Slam Nation aura fait plus de 400 évènements à travers le monde.
Par la suite, il s'impliqué dans le Quai 54, une compétition de streetball annuelle.
Il a participé au jury du concours de dunk lors du All-Star Game LNB 2024.

## Postérité
Le documentaire Dunk or Die (2022) lui est consacré,.